# 29910 Segre
29910 Segre (1999 JV8) là một tiểu hành tinh vành đai chính được phát hiện ngày 14 tháng 5 năm 1999 bởi P. G. Comba ở Prescott.